# Coenosia bequaerti
Coenosia bequaerti este o specie de muște din genul Coenosia, familia Muscidae, descrisă de Mary Katherine Curran în anul 1935.
Este endemică în Congo. Conform Catalogue of Life specia Coenosia bequaerti nu are subspecii cunoscute.